# Articulación escápulo-torácica
La articulación escapulotorácica es la formada entre la escápula y el tórax, se denomina también pseudoarticulación porque no existe ningún tipo de unión ósea ni ligamentosa entre ellas.
Está compuesta por los músculos serrato anterior y subescapular, deslizándose uno sobre el otro durante el deslizamiento lateral, traslación lateral, traslación vertical y de báscula o rotación perpendiculares al plano sobre el eje en que se realiza el movimiento.
Existe un movimiento sinérgico de la escápula y la clavícula, ya que la clavícula es arrastrada por la escápula a través de la articulación acromioclavicular, de forma que por cada 60° de movimiento escapulotóracico, 20º pertenecen al acromion y 40.º a la articulación esternocostoclavicular.

## Movimientos
- Elevación: lo realizan las fibras superiores del trapecio, el músculo angular de la escápula, el romboides mayor y el romboides menor.

- Descenso: lo realizan las fibras inferiores del romboides.

La elevación y el descenso están limitados por los músculos antagonistas al movimiento (los músculos de la elevación limitan al descenso y viceversa).
- Campaneo externo (la cavidad glenoidea está orientada hacia arriba hacia fuera): los músculos que hacen posible este movimiento son el serrato anterior y las fibras superiores del trapecio.

- Campaneo interno (cavidad glenoidea orientada hacia abajo y hacia dentro): es realizado por el elevador de la escápula, el romboides y el dorsal ancho.

Tanto como el campaneo externo como el campaneo interno, son movimientos que están limitados por el eje trapezoide.
- Abducción: la producen el pectoral mayor, el pectoral menor y el serrato.

- Aducción: la realizan el romboides mayor, el romboides menor, el fascículo medio del trapecio y el dorsal ancho.

La abducción y la aducción son limitadas por el ligamento conoide.
Los movimientos antes descritos son movimientos de deslizamiento de la escápula sobre el tórax, que acompañan a los movimientos de la articulación escápulo-humeral gracias a la acción de los músculos periescapulares.
- Datos: Q17621699